# Landkreis Wittlich
Der Landkreis Wittlich mit Sitz in der Stadt Wittlich bestand vom Jahre 1816 bis zur Kreisreform 1969.

## Nachbarkreise
Der Landkreis grenzte Anfang 1969 im Uhrzeigersinn im Norden beginnend an die Landkreise Daun, Cochem, Zell (Mosel), Bernkastel, Trier, Bitburg und Prüm.

## Geschichte
Der Kreis Wittlich wurde 1816 gebildet aus den Bürgermeistereien Bengel, Bettenfeld, Eisenschmitt, Gransdorf, Heidweiler, Hetzerath, Kröv, Landscheid, Laufeld, Manderscheid, Neuerburg, Niederöfflingen, Oberkail, Osann, Salmrohr, Sehlem, Seinsfeld, Spang und Wittlich.
Später entstanden daraus die Stadtgemeinde Wittlich und die sechs Ämter Bausendorf, Binsfeld, Hetzerath, Kröv, Manderscheid und Wittlich-Land.
Am 7. Juni 1969 wurde der Landkreis Wittlich aufgelöst und mit dem größten Teil des aufgelösten Landkreises Bernkastel zum neuen Landkreis Bernkastel-Wittlich zusammengeschlossen. Am 7. November 1970 wechselten die aus dem Altkreis Wittlich stammenden Gemeinden Spangdahlem, Gransdorf, Oberkail, Seinsfeld und Steinborn aus dem Landkreis Bernkastel-Wittlich in den Landkreis Bitburg-Prüm.

## Einwohnerentwicklung
| Jahr | Einwohner | Quelle |
| ---- | --------- | ------ |
| 1816 | 23.448    | [ 2 ]  |
| 1847 | 34.760    | [ 3 ]  |
| 1871 | 37.007    | [ 4 ]  |
| 1885 | 38.142    | [ 4 ]  |
| 1900 | 38.997    | [ 5 ]  |
| 1910 | 43.841    | [ 5 ]  |
| 1925 | 45.994    | [ 5 ]  |
| 1939 | 47.988    | [ 5 ]  |
| 1950 | 50.796    | [ 5 ]  |
| 1960 | 51.900    | [ 5 ]  |
| 1968 | 54.784    |        |

## Landräte
- 1816–183700Peter Franz Schumm
- 1837–184900Anton Hisgen
- 1849–185000Friedrich Runten auftragsweise
- 1849–185500Friedrich von Forstner
- 1855–185600Friedrich Runten auftragsweise
- 1856–188400Edmund Joseph Aldringen
- 1884–189100Alfred Wagner
- 1891–190300Georg Mannkopff
- 1903–191400Carl Semper
- 1914–191500Jakob Merrem
- 1914–191500Karl Robert Hasse
- 1917–000000Henning von Borcke
- 1917–192300Carl Simons
- 1924–193900Franz Bender
- 1939–194500Günther Kraaz
- 1940–194200Hermann Middendorf
- 1942–194700Aloys Castenholz
- 1948–196900Johannes Hieronimus

## Städte und Gemeinden
Der Landkreis umfasste die folgenden Städte und Gemeinden: (Stand 1939)
| 1. Altrich 2. Arenrath 3. Bausendorf 4. Bengel 5. Bergweiler 6. Bettenfeld 7. Binsfeld 8. Bombogen 9. Bruch 10. Burg 11. Diefenbach 12. Dierfeld 13. Dierscheid 14. Dodenburg 15. Dörbach 16. Dorf 17. Dreis 18. Eckfeld 19. Eisenschmitt 20. Flußbach | 1. Esch 2. Gipperath 3. Gladbach 4. Gransdorf 5. Greimerath 6. Greverath 7. Großlittgen 8. Hasborn 9. Heckenmünster 10. Heidweiler 11. Hetzerath 12. Hontheim 13. Hupperath 14. Karl 15. Kinderbeuern 16. Kinheim 17. Krames 18. Kröv bis 1936: Cröv 19. Landscheid 20. Laufeld | 1. Lüxem 2. Manderscheid 3. Meerfeld 4. Minderlittgen 5. Minheim 6. Monzel 7. Musweiler 8. Neuerburg 9. Niederkail 10. Niedermanderscheid 11. Niederöfflingen 12. Niederscheidweiler 13. Niersbach 14. Oberkail 15. Oberöfflingen 16. Oberscheidweiler 17. Olkenbach 18. Osann 19. Pantenburg 20. Piesport | 1. Platten 2. Plein 3. Pohlbach 4. Reil 5. Rivenich 6. Salmrohr 7. Schladt 8. Schwarzenborn 9. Sehlem 10. Seinsfeld 11. Spangdahlem 12. Steinborn 13. Ürzig 14. Wallscheid 15. Wengerohr 16. Willwerscheid 17. Wittlich, Stadt |

Der heutige Hetzerather Ortsteil Erlenbach bildete ursprünglich auch eine eigene Gemeinde.

## Kfz-Kennzeichen
Am 1. Juli 1956 wurde dem Landkreis bei der Einführung der bis heute gültigen Kfz-Kennzeichen das Unterscheidungszeichen WIL zugewiesen. Es wird im Landkreis Bernkastel-Wittlich durchgängig bis heute ausgegeben.